# فرد دکر
فرد دکر (انگلیسی: Fred Dekker؛ زادهٔ ۹ آوریل ۱۹۵۹) یک کارگردان فیلم و فیلمنامه‌نویس آمریکایی است.

## فیلم‌شناسی
- شب خزنده‌ها (۱۹۸۶) کارگردان و نویسنده فیلمنامه
- خانه (۱۹۸۶) نویسنده داستان
- جوخه هیولاها (۱۹۸۷) کارگردان و نویسنده فیلمنامه
- خانه ۲: دومین داستان (۱۹۸۷) نویسنده داستان
- کمانه (۱۹۹۱) نویسنده داستان
- پلیس آهنی ۳ (۱۹۹۳) کارگردان و نویسنده فیلمنامه
- لبه (۲۰۱۵) نویسنده فیلمنامه
- غارتگر (۲۰۱۸) نویسنده فیلمنامه